# Creil
Creil je francouzské město v departementu Oise v regionu Hauts-de-France. V roce 2011 zde žilo 33 741 obyvatel. Spolu s obcí Verneuil-en-Halatte tvoří kanton Creil.

## Vývoj počtu obyvatel
Počet obyvatel 